# Odprto prvenstvo Anglije 1985
Odprto prvenstvo Anglije 1985 je teniški turnir za Grand Slam, ki je med 24. junijem in 7. julijem 1985 potekal v Londonu.

## Moški posamično
Boris Becker :  Kevin Curren 6-3 6-7(4-7) 7-6(7-3) 6-4

## Ženske posamično
Martina Navratilova :  Chris Evert Lloyd 4-6 6-3 6-2

## Moške dvojice
Heinz Gunthardt /  Balazs Taroczy :  Pat Cash /  John Fitzgerald 6-4 6-3 4-6 6-3

## Ženske dvojice
Kathy Jordan /  Elizabeth Smylie :  Martina Navratilova /  Pam Shriver 5-7 6-3 6-4

## Mešane dvojice
Paul McNamee /  Martina Navratilova :  John Fitzgerald /  Elizabeth Smylie 7-5 4-6 6-2